# 胸斑裂唇魚
胸斑裂唇魚（学名：Labroides pectoralis），又名清潔魚、魚醫生、胸斑擬隆鯛、胸斑裂唇鯛、柳冷仔，为輻鰭魚綱鱸形目隆頭魚亞目隆頭魚科裂唇魚屬下的一个种，分布於東印度洋太平洋區，從可可群島至皮特凱恩群島海域，北起博寧群島，南迄澳洲大堡礁海域，棲息深度2-30公尺，體長可達11公分，棲息在珊瑚礁及潟湖，單獨或成對活動，會啄食其他魚類身上的寄生蟲，生活習性不明，可作為觀賞魚。